# عجاج

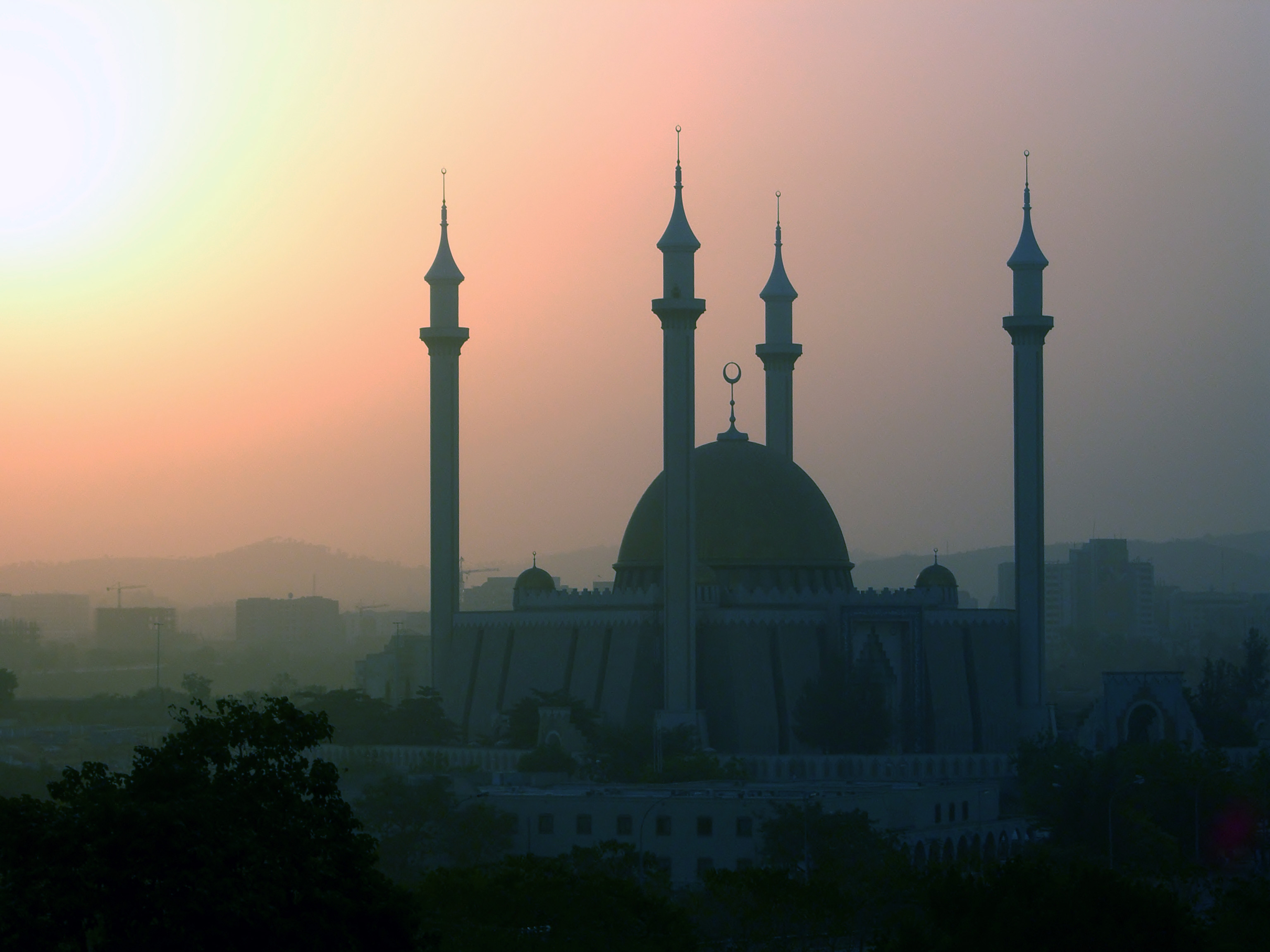
عجاج رياح هرمتان في أبوجا.

العَجَاج أو الرَّهْج أو الغيم أو الغبش (بالإنجليزية: Haze)‏ هو ظاهرة تحدث في  الغلاف الجوي يحجب فيها وضوح السماء نتيجة شوائب الغبار والدخان والجسيمات الجافة الأخرى. يتضمن كتيب رموز المنظمة العالمية للأرصاد الجوية تصنيف أفقي للشوائب في فئات يشمل: الضباب، والضباب الجليدي، ودخان البحر، والسديم، والدخان، والرماد البركاني، والغبار، والرمال، والثلج والعجاج.
ويظهر العجاج بني أو مزرق من بعيد بينما يظهر سديم الضباب رمادي مزرق وهذا يعتمد على وجهة نظر المشاهد وموقع الشمس في السماء، وتنشاء غالبا ظاهرة العجاج في الهواء الجاف بينما سديم الضباب يتكون في الهواء الرطب . ومع ذلك، قد تكون جسيمات العجاج بمثابة ذرات تتكثف لاحقا لتشكل قطرات الضباب. وتعرف هذه الأشكال من الضباب باسم «العجاج الرطب».